# Combat de Diafarabé et Koumara
Guerre du Mali
Batailles
Le combat de Diafarabé et Koumara a lieu le 10 janvier 2023 pendant la guerre du Mali.

## Déroulement
Les affrontements ont lieu le long d'un axe entre la ville de Ténenkou, dans la région de Mopti, et celle de Macina, dans la région de Ségou. Une première attaque a lieu entre les localités de Dia et de Diafarabé, au sud de Ténenkou. La deuxième se produit entre Koumara et Macina. Dans les deux cas l'attaque commence par l'explosion de bombes artisanales et les djihadistes engagent ensuite une fusillade.

## Pertes
Un premier bilan est communiqué sous couvert d'anonymat par des officiers de l’armée et de la gendarmerie fait état d'au moins 12 soldats maliens tués.
Le lendemain de l'attaque, l'armée malienne annonce un bilan officiel de 14 tués et 11 blessés dans ses rangs et affirme avoir neutralisé « 31 terroristes ».
L'attaque est revendiquée le même jour par le Groupe de soutien à l'islam et aux musulmans (GSIM),. Celui-ci affirme que la premère attaque cause « un nombre indéterminé de soldats maliens et de mercenaires de Wagner » tués ou blessés et que lors de la deuxième « cinq mercenaires de Wagner et sept soldats maliens » ont été tués et des dizaines d'autres blessés. Le GSIM ne reconnaît également que cinq morts parmi ses combattants.